# Coca Mama
Coca Mama es una película de ficción peruana de 2004 de Marianne Eyde. La película trata sobre las relaciones de las personas en un valle donde se cultiva la planta de la coca.Fue rodada en la región de Ayacucho.

## Elenco
- Óscar Carrillo[5]
- Milagros Del Carpio

- Miguel Medina

## Festivales
La película participó en los siguientes festivales:
- Festival de Lima 2004.
- Films from the South, Oslo Norway 2005.
- Santa Barbara International Film Festival 2005.
- Festival Internacional de Cine Latino de Chicago, 2005.
- Vistas Film Festival, Dallas-Texas, 2005.
- 7mo. Encuentro Cinematográfico, Marsella, 2005.
- Women film festival, Ankara, 2005.
- Tiburon International Film Festival, California, 2006.
- 4e édition du Festival de Cinéma Péruvien de París, 2007.

## Recepción
Al 27 de abril de 2024, en el portal de cine IMDb tiene una puntuación de 6,4/10 basada en 10 votos de los usuarios.